# 蔡晓红
蔡晓红（1965年—），汉族，中华人民共和国政治人物、第十一届全国政协委员。
担任中国科学院兰州分院近代物理研究所博士生导师。2008年，当选第十一届全国政协委员，代表科学技术界，分入第三十一组。2018年1月，当选第十三届全国政协委员。